# Ayudas visuales para la navegación
Las ayudas visuales para la navegación se definen como todos aquellos elementos expuestos a la vista de los pilotos que se utilizan para el guiado de la aeronave.

## Tipos
La organización de la aviación civil internacional en el anexo 14 aeródromos al convenio sobre aviación civil internacional las clasifica en: 
- Indicadores y dispositivos de señalización.
  - Indicador de la dirección del viento.
  - Indicador de la dirección de aterrizaje.
  - Lámparas de señales.
  - Paneles de señalización y área de señales
- Señales.
- Luces.
  - Iluminación de emergencia
  - Faros aeronáuticos
  - Sistemas visuales indicadores de pendientes de aproximación
  - Luces de guía para el vuelo en circuito
- Letreros.
- Balizas.

## Información obtenida
El objetivo de las ayudas visuales es la de orientar al piloto sobre la precisión con la cual está llevando el aterrizaje. Estas señales informan al piloto sobre aspectos tales como el eje de la pista, rodadura y laterales, la franja lateral de la pista o las señales de la zona de contacto entre la aeronave y la pista. Además de obtener información sobre los límites y posiciones significativas de los puntos de la pista, las ayudas visuales informan de la intensidad y dirección del viento (Indicador de la dirección del viento), así como de la pendiente (ángulo que forma el eje imaginario de la aeronave con la pista) y del desplazamiento relativo entre la pista y la nave.
- Datos: Q5714771